# Arcadia (stolica tytularna)
Arcadia (łac. Diœcesis Arcadiensis) – stolica historycznej diecezji w Republice Weneckiej, współcześnie w Grecji.

## Historia
Ustanowiona w XIII wieku, ostatnim jej biskupem był Benedykt Leoni OSC (1594–1604). Następnie ustanowiona katolickim biskupstwem tytularnym (od 1728 jej biskupem był Michael Angelus de Martino), ok. 1750 zniesiono ją. Ponownie reaktywowano ją w 1933, od 1965 nie posiada biskupa.

## Biskupi tytularni (XX wiek)
| Lp. | Biskup                            | Od               | Do                   |
| --- | --------------------------------- | ---------------- | -------------------- |
| 1   | Felipe Antonio Gallego Gorgojo SJ | 2 maja 1945      | 18 kwietnia 1959     |
| 2   | Jean-Pierre-Georges Dozolme       | 8 lutego 1960    | 12 października 1960 |
| 3   | Giuseppe Almici                   | 24 kwietnia 1961 | 17 stycznia 1965     |